# Appalachy
Appalachy (ang. Appalachian Mountains, fr. Appalaches) – łańcuch górski we wschodniej części Ameryki Północnej, w USA i Kanadzie.

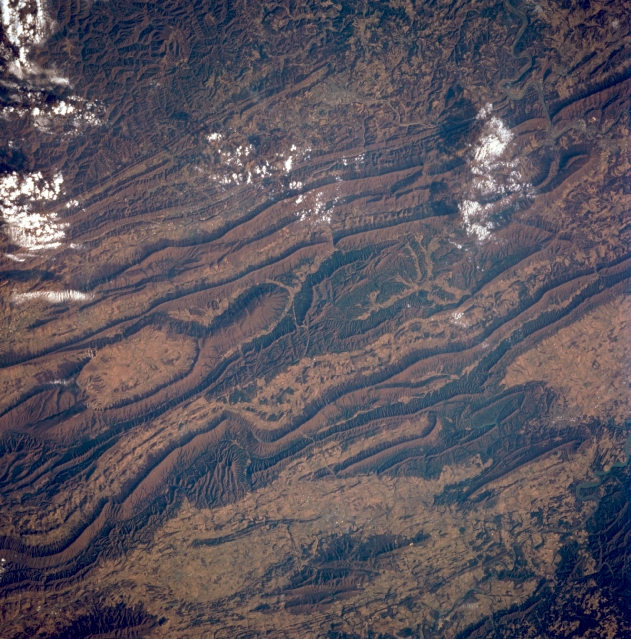
Zdjęcie satelitarne Appalachów w stanie Wirginia

Rozciągają się od Niziny Zatokowej w kierunku północno-wschodnim do Nowej Fundlandii, na długości 2600 km (szerokość od 300 do 500 km). Najwyższym szczytem jest Mount Mitchell – 2037 m n.p.m.
Północno-wschodnia część Appalachów powstała w orogenezie kaledońskiej, a część południowo-zachodnia w hercyńskiej (appalachijskiej). Appalachy są zbudowane ze skał osadowych prekambru i paleozoiku. Zapadliska rzek Hudson i Mohawk dzielą Appalachy na Północne i Południowe.
Appalachy porastają głównie lasy mieszane. Występują tu złoża węgla kamiennego (w tym antracytu), rud żelaza i cynku, ropy naftowej, gazu ziemnego, grafitu i marmuru.
Wzdłuż Appalachów wytyczono szlak turystyczny pod nazwą Szlak Appalachów (Appalachian Trail) o długości 3476 km.